# Юдино (Грязовецкий район)
Юдино — деревня в Грязовецком районе Вологодской области.
Входит в состав Комьянского муниципального образования, с точки зрения административно-территориального деления — в Комьянский сельсовет.
Расстояние по автодороге до районного центра Грязовца — 23,4 км, до центра муниципального образования Хорошево — 0,5 км.
По переписи 2002 года население — 3 человека.